# Gadżymurad Magomiedsaidow
Gadżymurad Magomiedsaidow (ur. 1 maja 1997) – azerski zapaśnik walczący w stylu wolnym. 
Zajął jedenaste miejsce na mistrzostwach Europy w 2021. Piąty w indywidualnym Pucharze Świata w 2020.
Wicemistrz świata U-23 w 2019. Trzeci na ME U-23 w 2019. Trzeci na MŚ juniorów w 2016 i 2017. Mistrz Europy juniorów w 2016 i 2017; trzeci w 2015. Trzeci na ME kadetów w 2014 roku.